# Isu (langue)
Pour les articles homonymes, voir Isu.
Ne doit pas être confondu avec Isubu (langue).
L’isu est une langue bantoïde des Grassfields du groupe Ring parlée dans le Nord-Ouest du Cameroun, dans le département du Menchum, l'arrondissement de Wum, très répandue jusqu'à la frontière avec le Nigeria.
En 1993, on dénombrait environ 15 400 locuteurs.

## Écriture
| A | B | Bv | Ch | D | Dz | E | F | G | Gb | Gh | H | I | Ɨ | J | K | Kp | L | M | N | Ŋ | O | Ɔ | P | Pf | S | Sh | T | Ts | U | V | W | Y | Z | ' |
| a | b | bv | ch | d | dz | e | f | g | gb | gh | h | i | ɨ | j | k | kp | l | m | n | ŋ | o | ɔ | p | pf | s | sh | t | ts | u | v | w | y | z | ' |